# Josep María Abarca
Josep Maria "Chema" Abarca, född 19 juni 1974 i Barcelona, är en spansk vattenpolospelare. Han ingick i Spaniens landslag vid olympiska sommarspelen 1996. Abarca spelade åtta matcher i den olympiska vattenpoloturneringen i Atlanta som Spanien vann. Vid tidpunkten för OS-guldet var Abarcas klubblag Club Natació Catalunya.